# Bonita Sharma
Bonita Sharma (c. 1988) es una activista nepalí en materia de salud y nutrición. Dirige Social Changemakers and Innovators (SOCHAI) y en 2019 fue incluida en la lista 100 Women de la BBC.

## Trayectoria
Sharma nació Nepal. Estudió una licenciatura en Salud Pública en la Universidad de Purbanchal y obtuvo un máster en Nutrición en la Universidad de Tribhuvan.
En 2017, Sharma fundó Social Changemakers and Innovators (SOCHAI), una organización sin ánimo de lucro para erradicar la desnutrición especialmente entre mujeres y niños. Para reducir las muertes infantiles por desnutrición, introdujo una pulsera llamada Nutribeads (Poshan Maala) que ayuda a las madres a planificar las comidas de sus hijos. Con los beneficios obtenidos con la venta de las pulseras, SOCHAI pudo proporcionar ayuda a madres y niños afectados por el desastre en el distrito de Morang, en el este de Nepal.
SOCHAI también produce pulseras Red Cycle con 28 cuentas para que las mujeres puedan planificar su ciclo menstrual utilizando diferentes colores. Sharma ha escrito sobre temas que afectan a las mujeres como la nutrición, el aborto y la COVID-19.

## Reconocimientos
En 2016, su pulsera Nutribeads ganó el Desafío de Innovación Juvenil de Asia Pacífico.El nombre de Sharma se anunció en la lista de las 100 mujeres de la BBC en 2019 y fue female champion de la Unesco como parte del Fondo Malala de la UNESCO para el derecho de las niñas. También ganó el premio en la categoría Hambre Cero del Desafío Lead 2030 presentado por One Young World, que le otorgó 50.000 dólares. Además, en 2020 recibió el premio Goalkeeper Global Goals Progress Award de la Fundación Bill y Melinda Gates.